# Верхньорогачицька селищна територіальна громада
Верхньорогачицька селищна територіальна громада — територіальна громада в Україні, у Каховському районі Херсонської області з адміністративним центром у селищі Верхній Рогачик.

## Загальна інформація
Площа території — 914,3 км², населення громади — 11 059 осіб (2020 р.).

## Населені пункти
До складу громади входить селище Верхній Рогачик та 20 сіл: Бабине, Бережанка, Вишневе, Володимирівка, Георгіївка, Зелене, Зоря, Кожум'яки, Лисиче, Михайлівка, Нижній Рогачик, Новознам'янка, Олексіївка, Павлівка, Самійлівка, Таврійське, Тихий Лиман, Трудовик, Ушкалка та Чистопілля.

## Історія
Створена у 2020 році, відповідно до розпорядження Кабінету Міністрів України № 726-р від 12 червня 2020 року «Про визначення адміністративних центрів та затвердження територій територіальних громад Херсонської області», шляхом об'єднання територій та населених пунктів Великолепетиської селищної, Бережанської, Зеленівська, Первомаївської, Самійлівської, Ушкальської та Чистопільської сільських рад Верхньорогачицького району Херсонської області.